# اروسمیث (آلبوم)
«اروسمیث» (به انگلیسی: Aerosmith) نخستین آلبوم از گروه موسیقی اروسمیث است که در  ۵ ژانویه ۱۹۷۳ توسط کلمبیا رکوردز منتشر شد.